# Station Tumlin
Station Tumlin is een spoorwegstation in de Poolse plaats Tumlin-Węgle.